# Kalachuris de Kalyani

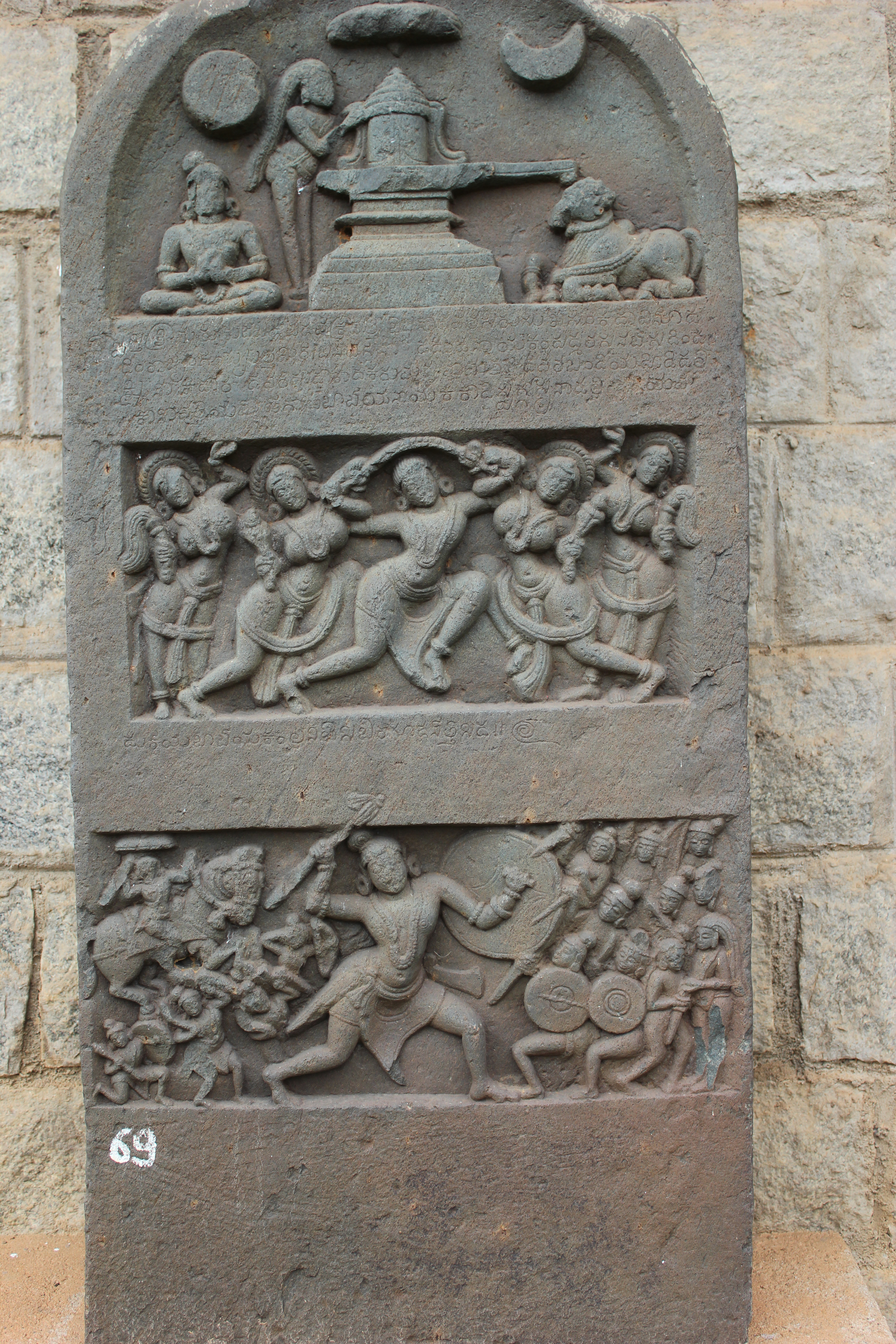
Pedra amb una inscripció en antic kanarès de 1160 de la dinastia Kalachuri, rei Bijjala, al temple de Kedareshvara a Balligavi, districte de Shimoga, Karnataka

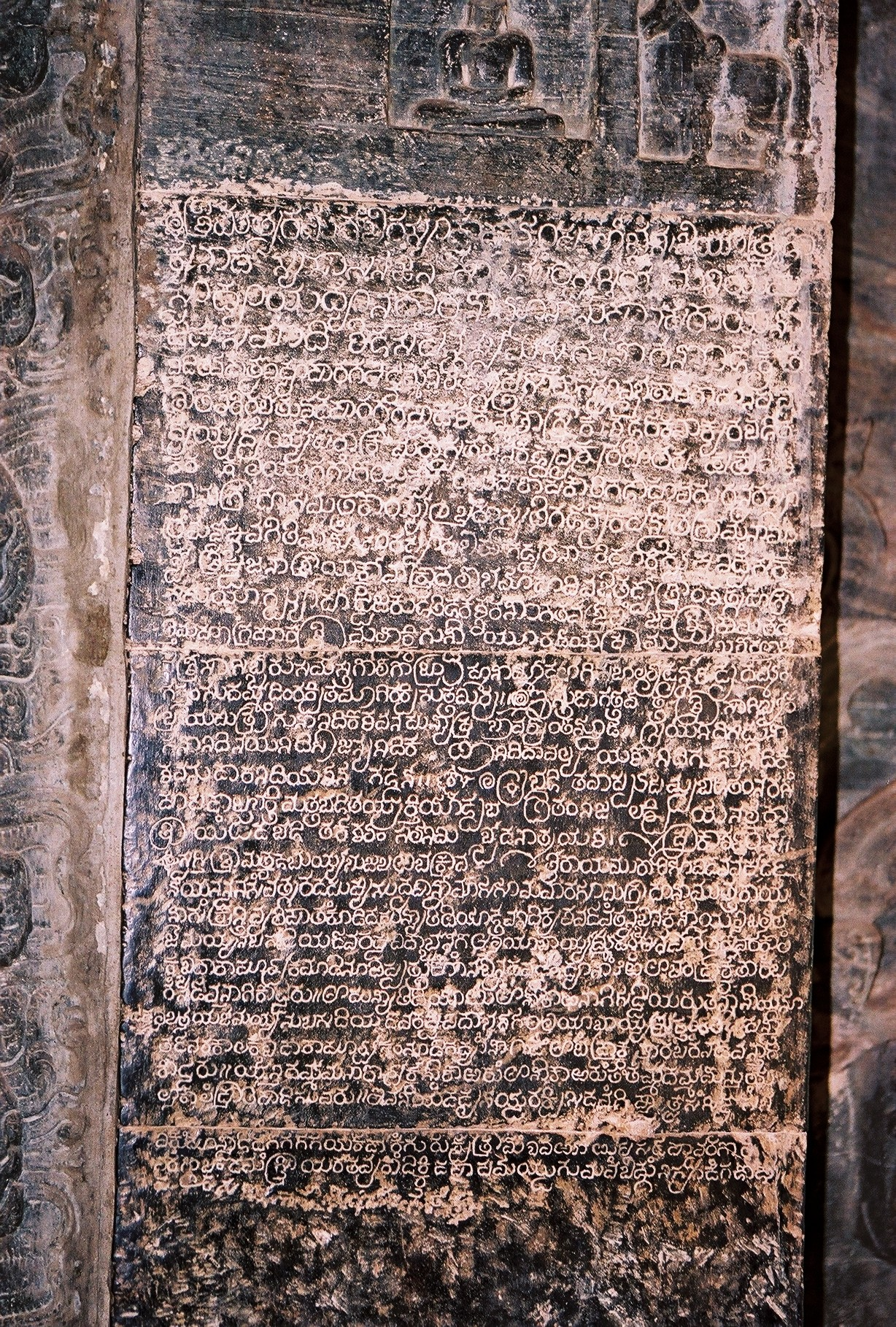
Inscripció en antic Kanarès de Rayamuri Sovideva datada el 1172 al temple jain de Lakkundi, districte de Gadag, Karnataka

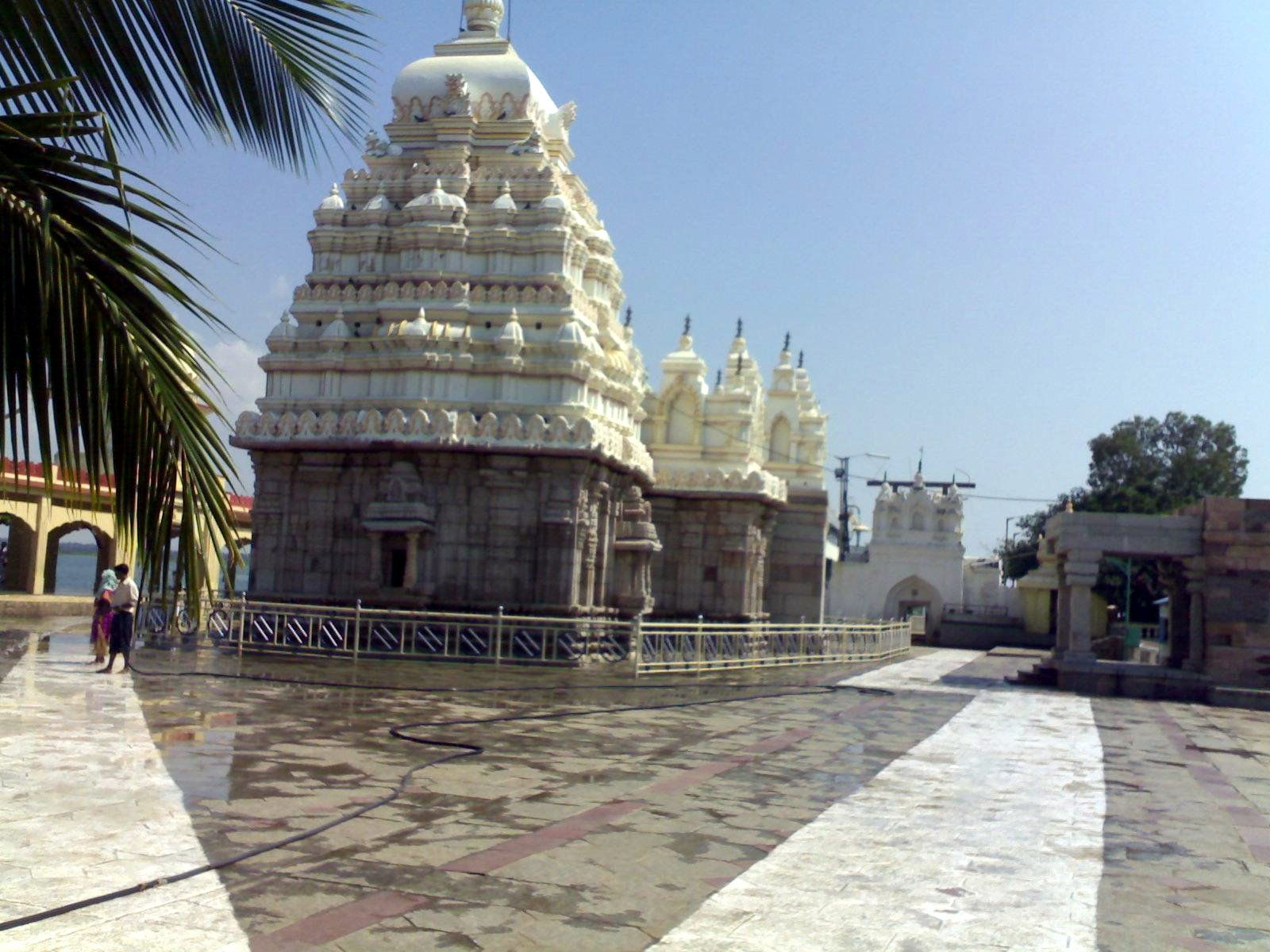
Temple Sangamanatha a Kudalasangama, nord de Karnataka

El Kalachuris de Kalyani foren una dinastia índia del segle xii que va governar sobre parts del nord de Karnataka i Maharashtra. Aquesta dinastia va tenir el poder al Dècan entre 1156 i 1181.
Els governants de la dinastia van traçar els seus orígens en un personatge anomenat Krixna, qui es diu que va conquerir Kalinjar i Dahala en el actual estat de Madhya Pradesh (vegeu Kalachuris de Tripuri). Bijjala, un virrei i descendent de la dinastia, es diu que va establir l'autoritat sobre Karnataka després de lluitar contra el rei Chalukya Taila III. Bijjala va ser succeït pels seus fills Someshvara i Sangama però després del 1181 els Chalukya gradualment van recuperar el territori. El seu govern fou curt i turbulenta i no obstant això molt important d'un punt de vista socio-religiós; una secta nova coneguda com a secta Lingayat o Virashaiva va ser fundada durant aquests temps.
Una forma única i purament nativa de literatura i poesia kanaresa anomenada els Vachanes va néixer també durant aquest temps. Els escriptors de Vachanas van ser anomenats Vachanakaras (poetes). Moltes altres obres importants com la de Virupaksha Pandita, Chennabasavapurana, la de Dharani Pandita, Bijjalarayacharite, i la de Chandrasagara Varni, Bijjalarayapurana, també foren escrites en aquell temps.

## Origen
Els Kalachuris de Kalyani van enderrocar als Chalukya de Kalyani en la primera part del segle xii, i van tenir un govern relativament curt i tempestuós. El nom "Kalachuri" és compartit per dues dinasties anteriors, les quals van governar a l'Índia central. Alguns historiadors com P. B. Desai creuen que els Kalachuris de Kalyani eren descendents d'aquestes dinasties índies centrals. En el segle vi, abans de l'emergència dels Chalukyade Badami, els Kalachuris de Mahishmati es van crear un imperi a gran part de Gujarat, Malwa, Konkan i Maharashtra. Tanmateix, després de la seva derrota a mans del rei Chalukya Mangalesha, van quedar en la obscuritat per un prolongat període. Subsegüentment, el Kalachuris de Tripuri i les seves branques van exercir el poder a l'Índia central.
Un rècord de 1174 diu que la dinastia dels kalachuris de Kalyani va ser fundada per un Soma que es va deixar créixer barba i bigoti pel salvar-se de la ira de Parashurama, i després la família va ser coneguda com a "Kalachuris" ("Kalli" significa un bigoti llarg i "churi" significa un ganivet agut). Van emigrar al sud i van fer de Magaliveda o Mangalavedhe (Mangalavada) la seva capital. El cap de la família es van titular Kalanjara-puravaradhisvara ("Senyor de Kalanjara"), que indica el seu origen indi central. El seu emblema era el Suvarna Vrishabha o el brau daurat. Devien començar com a modests feudataris dels Chalukya de Kalyani. També s'esmenta el seu nom com Katachuris (forma d'un ganivet agut) i Haihaya (o Heheya).
Els records més tardans de la dinastia reclamen descendència de Brahma, el creador de l'Univers.

## Com a feudataris dels Chalukya
El primers Kalachuris del sud eren Jains i van estimular el Jainisme al seu regne. El primer cap notable de la família Kalachuri de Karnataka fou Uchita. Hi va haver diversos reis que el van seguir governant com feudataris dels Chalukya de Kalyani, i un d'ells, Jogamam va esdevenir un vassall influent de Vikramaditya VI, estant emparentat amb el gran rei Chalukya per matrimoni.

## Decadència dels Kalachuris
Els kalachuris del sud van entrar en decadència després de l'assassinat de Bijjalla. Els governants que van seguir foren dèbils i incompetents, a excepció de Sovideva, que va daconseguir mantenir el control sobre el regne. Els Chalukya Occidentals van posar fi a la dinastia Kalachuri. Molts membres de la família Kalachuri van emigrar als districtes kanaresos de Karnataka. El Kalachuris són el protagonistes principals de l'èpica Andhra La batalla de Palnadu.

## Governants
- Uchita
- Asaga
- Kannam
- Kiriyasaga
- Bijjala I
- Kannama
- Jogama
- Permadi
- Bijjala II (1130–1167): independència proclamada el 1162.
- Sovideva (1168–1176)
- Mallugi, enderrocat pel seu germà Sankama
- Sankama (1176–1180)
- Ahavamalla (1180–1183)
- Singhana (1183–1184)

## Inscripcions i monedes
Una inscripció del 1163 enregistra una ofrena religiosa (mahadana) en presència de Hampi, Senyor Virupaksha, per Bijjala el rei Kalachuri.
Els reis Kalachuris van encunyar monedes amb inscripcions kanareses.